# Paterio di Brescia
Paterio (Brescia, ... – 606) è stato il ventitreesimo vescovo di Brescia all'inizio del VII secolo.

## Biografia
Di lui non sappiamo molto. È conosciuto per aver lavorato come notaio presso papa Gregorio I. Scrisse Liber testimoniorum veteris testamenti. 
Nella cronologia dei santi Vescovi di Brescia, agli inizi del VII secolo, è menzionato San Paterio (o Paterius). 
Tutti gli storici concordemente affermano che il suo fu un episcopato molto breve tra il 604 e il 606, mentre alcuni Annuari diocesani lo collocano tra il 630 e 642. Anche se alcuni, lo indicano quale benedettino romano discepolo di San Gregorio Magno, sia P. Guerrini che F. Lanzoni lo escludono categoricamente; inoltre viene anche escluso che il santo bresciano si possa identificare con l'omonimo vescovo ricordato nel calendario napoletano del XII secolo.
Il nome di S. Paterio è riportato in sei manoscritti dei secoli XI-XV e in due corsi di litanie monastiche primitive.
Nel martirologio romano la sua festa è riportata il 21 febbraio, mentre in quello bresciano la sua memoria è fissata il 25 febbraio a ricordo della traslazione del suo corpo avvenuta nel 1479. Dal 1962 la sua festa è stata conglobata al 20 aprile insieme a tutti i santi bresciani.

### Ipotesi sulla sepoltura
Secondo alcuni, S. Paterio venne sepolto in San Fiorano, sul colle Degno in territorio bresciano, vicino a dove oggi sorge la cosiddetta "tomba del cane" di Bononimi. A questa prima sepoltura sarebbe seguita una traslazione delle reliquie nella chiesa monastica di Sant’Eufemia della Fonte, nell'anno 1022. 
Alcune fonti dicono che i suoi resti vennero posti sotto l’altare maggiore della chiesa monastica e successivamente, il 25 febbraio 1479, i monaci trasportarono il corpo del vescovo, in una cappella a lui dedicata. 
Altre fonti più attendibili dicono che fu sepolto inizialmente in una cappella a lui dedicata nel monastero di Sant'Eufemia della Fonte, e le sue reliquie vengono trasferite nel 1478 nella chiesa di Sant'Afra, "succursale" cittadina dei benedettini di Sant'Eufemia. Le spoglie vengono accolte in una nuova arca, l'arca di san Paterio, realizzata appositamente, collocata poi nella cripta della chiesa. Sul fianco del sarcofago sono lavorate a bassorilievo in ormai tardo stile gotico le figure, da sinistra a destra, di San Benedetto patrono dell'ordine monastico proprietario delle reliquie, San Paterio e Sant'Eufemia santa cara ai longobardi e protettrice del monastero da cui venivano le reliquie.

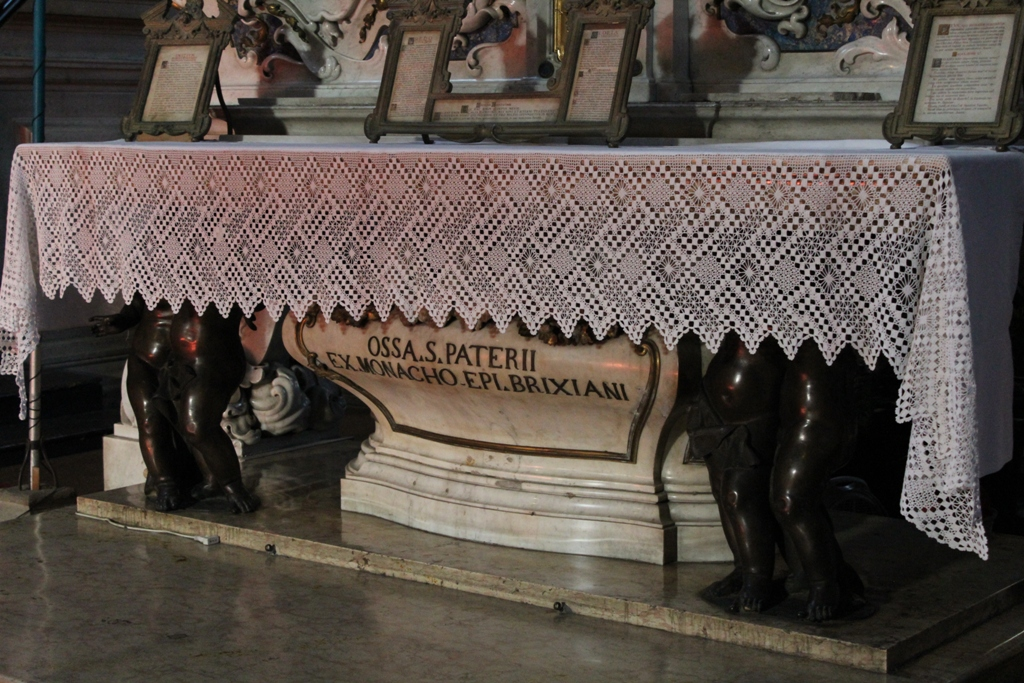
Reliquie di San. Paterio nell'urna di Antonio Calegari

Comunque sia è attestata la presenza delle sue reliquie del santo nella chiesa di Sant'Afra. Quest'ultima nel XVII secolo, è al centro di importanti restauri e durante gli stessi viene costruito un altare, il primo a destra presso il battistero, dedicato a San Paterio, è qui che poi nel 1616, il corpo del presule venne collocato. Nel 1787, nel corso di un’ultima ristrutturazione della chiesa, le reliquie vennero riportate sotto l’altare maggiore e racchiuse in un’urna marmorea con l’indicazione dedicatoria. Le spoglie furono accolte in una nuova arca realizzata appositamente, e collocata nella cripta della chiesa. Lo scultore Antonio Calegari provvederà ad una nuova sede per le reliquie, oggi poste sotto l'altare maggiore in un'elegante urna.
Dalla seconda metà dell'Ottocento l'arca di san Paterio viene spostata dalla cripta ed esposta nel Museo di Santa Giulia. 
Al santo è stata dedicata la chiesa parrocchiale di Paisco Loveno in valle Camonica.